# مابل بالمر
مابل بالمر (بالإنجليزية: Mabel Palmer)‏ هي أكاديمية جنوب أفريقية، ولدت في 22 مايو 1876، وتوفيت في 16 نوفمبر 1958 في ديربان في جنوب أفريقيا.